# SM Tb 71F
SM Tb 71F – austro-węgierski torpedowiec z początku XX wieku i okresu I wojny światowej, dwudziesta druga jednostka typu Kaiman. Do 1913 roku nosił nazwę Molch, od 1917 roku sam numer 71 – skrót SM Tb oznaczał Seiner Majestät Torpedoboot (torpedowiec Jego Cesarskiej Mości).

## Historia
Stępkę pod budowę okrętu położono w stoczni Danubius-Werft w Fiume (ob. Rijeka) 21 listopada 1908 roku, kadłub wodowano 14 lipca 1909 roku, a okręt oddano do służby 15 czerwca 1910 roku, w składzie ostatniej grupy okrętów tego typu (wraz z „Echse” i „Alk”). Początkowo nosił nazwę „Molch” (traszka), lecz od 1 stycznia 1914 roku zastąpiono ją przez alfanumeryczne oznaczenie 71F („F” oznaczało, że okręt zbudowano w Fiume). Rozkazem z 21 maja 1917 roku z oznaczenia torpedowca usunięto ostatnią literę i do końca wojny nosił on tylko numer 71.
Okręt brał udział w I wojnie światowej. 
Po wojnie okręt w ramach podziału floty Austro-Węgier przekazano Wielkiej Brytanii, która sprzedała go w 1920 roku włoskiej stoczni złomowej.

## Opis
Okręt posiadał dwa kotły parowe typu Yarrow i jedną pionową czterocylindrową maszynę parową potrójnego rozprężania. Okręt uzbrojony był w cztery armaty kalibru 47 mm L/33 (po dwie na każdej z burt) oraz trzy wyrzutnie torped kalibru 450 mm. W 1915 roku uzbrojenie wzmocniono pojedynczym karabinem maszynowym Schwarzlose 8 mm.